# HD135415
HD135415 — хімічно пекулярна зоря спектрального класу
B8 й має видиму зоряну величину в смузі V приблизно  7,9.

## Пекулярний хімічний склад
Зоряна атмосфера HD135415 має підвищений вміст 
Si
.